# Rafael Iriarte (futbolista)
Rafael Iriarte Navarro (26 de mayo de 1950) es un exfutbolista venezolano, que durante su carrera jugó como centrocampista. Es el hermano menor del también exfutbolista Ramón Iriarte.

## Carrera

### Clubes
De la carrera futbolística de Iriarte sólo se conoce su ingreso a la plantilla del Portuguesa en 1975. Su primera temporada con el equipo coincidió con el segundo campeonato del equipo, titulándose en la temporada 1975. Siendo la época de oro del conjunto rojinegro, también acompañó al equipo durante sus logros del máximo trofeo nacional en las temporadas de 1976 y 1977. Las respectivas victorias del equipo en el torneo nacional le mereció también su participación de las ediciones de la Copa Libertadores de 1976, 1977 y 1978.

### Selección nacional
Iriarte debutó en la selección nacional de fútbol en el partido de ida contra Paraguay de las clasificatorias de la Conmebol para la Copa Mundial de 1970, en sustitución de Argenis Tortolero. Para ese partido también estaba convocado su hermano Ramón, a pesar de que nunca compartieron cancha juntos bajo la elástica vinotinto. 
Volvió a vestir la camiseta en 1977, para un amistoso ante Ecuador y para las eliminatorias sudamericanas para el Mundial de 1978, marcando el gol del descuento en el partido de ida frente a Bolivia. Cumplió todos los compromisos del certamen. Sin embargo, volvería a aparecer en un partido oficial en 1981 en el primer partido de la selección contra España, jugando los últimos nueve minutos. Con este amistoso, Iriarte cerró su participación con la «Vinotinto», habiendo jugado siete partidos en total.

### Campeonatos nacionales
| Título                        | Club       | País      | Año  |
| ----------------------------- | ---------- | --------- | ---- |
| Primera División de Venezuela | Portuguesa | Venezuela | 1975 |
| Primera División de Venezuela | Portuguesa | Venezuela | 1976 |
| Primera División de Venezuela | Portuguesa | Venezuela | 1977 |